# Martha De Laurentiis
Martha De Laurentiis, nata Martha Schumacher (Lancaster, 10 luglio 1954 – Beverly Hills, 4 dicembre 2021), è stata una produttrice cinematografica statunitense.

## Biografia
Si laureò presso la Ball State University vicino a Indianapolis e iniziò la sua carriera facendo da assistente produttrice nel 1976 a New York, prima di incontrare Dino De Laurentiis nel 1980. Nel 1983, fondò con De Laurentiis una propria compagnia; la Dino de Laurentiis Company (DDLC). Insieme i due decisero la costruzione di tre studi di produzione a Wilmington (Carolina del Nord) nel 1984, in Australia nel 1986, e in Marocco nel 2003. Martha divenne poi presidente della società.
Nella sua carriera produsse oltre 20 film, tra cui Unico indizio la luna piena, Brivido, Ore disperate, Codice Magnum, King Kong 2, Hannibal, Red Dragon, Hannibal Lecter - Le origini del male e la serie televisiva Hannibal. Nel febbraio 2015 fu membro della giuria alla 65ª edizione del Festival di Berlino. È morta il 4 dicembre 2021 a 67 anni, dopo una lunga lotta contro un cancro al cervello.

## Vita privata
Martha e Dino si sposarono nel 1990 e lo rimasero fino al 2010, anno della morte di lui. La coppia ebbe due figlie: Carolyna e Dina De Laurentiis.